# Grevinde Danners Palæ
Grevinde Danners Palæ (eller Palæet i Skodsborg), Skodsborg Strandvej 113, udgør sammen med Villa Rex, Skodsborg Strandvej 123, nogle kongelige bygninger i Skodsborg i Nordsjælland. Stedet var oprindeligt et landsted kendt som Retraite.
Ved Skodsborg havde grev Louis Robert Hippolyte de Bréhan, comte de Plélo, der var fransk gesandt i København, 1728-34 nogle somre et landsted. Gehejmeråd Carl von Holstein ejede landstedet Retraite, der er det nuværende Skodsborg, indtil 1760, og senere ejedes det af overkammerjunker Volrad August von der Lühe, mægler Holten, broder til gehejmekonferensråd N.A. Holten og prins Ernst af Hessen-Philippsthal. På højden oven for Skodsborg har ligget en befæstning.
I 1850 havde kong Frederik VII giftet sig til venstre hånd med Louise Rasmussen, der samme dag blev ophøjet til lensgrevinde. Ægteskabet mellem kongen og en kvinde på nedeste trin i samfundets rangstige – endda født uden for ægteskab – vakte bestyrtelse blandt borgerskab og aristokrati. Især Grevinde Danner blev et yndet mål for chikane og bagtalelse, så ægteparret søgte ofte væk fra hovedstaden. I 1852 købte kong Frederik landstedet Skodsborg, som han samme år lod arkitekt Peter Kornerup forhøje med et etage. Desuden blev en støbejernsaltan påbygget. Indtil kongens død i 1863 opholdt det kongelige par sig her hver sommer. Kongen foretrak at bo i et telt i haven, mens Grevinde Danner boede i Palæet. På det højeste punkt på området blev der anlagt en kunstig grotte i parken.
Da kongen ofte var væk fra København, måtte statsråd, møder og tafler afholdes i Nordsjælland, bl.a. på Eremitageslottet. I 1858 lod regentparret derfor en villa opføre, Villa Rex, ved arkitekt J.H. Nebelong.
Efter Frederik VII's død forblev Skodsborg i Grevinde Danners besiddelse indtil hendes død i 1874.
I 1878 overtog grosserer Louis Meyer Villa Rex, som han lod ombygge og udvide til den nuværende form med et tårn fra 1880. Statsrådssalen – i dag kaldet Kongesalen – er blevet restaureret i overensstemmelse med gamle skitser med farver og indretning, og fremstår som oprindeligt.
Senere blev Villa Rex inddraget i Skodsborg Sanatorium, der blev åbnet 1898. Både Grevinde Danners Palæ, Grotten og Villa Rex er omfattet af bygningsfredning fra henholdsvis 1950 og 1994.
Grevinde Danner Palæet er i dag en del af Skodsborg Spa Hotel, og udlejes til kontorbrug.